# 稲垣雅之
稲垣 雅之（いながき まさゆき、1971年9月13日　- ）は日本の指揮者。

## 来歴
愛知県豊川市出身。愛知県立新城東高等学校を経て名古屋芸術大学卒業。洗足学園音楽大学附属指揮研究所修了。指揮を秋山和慶、河地良智、川本統脩に、スコアリーディングを島田玲子、西川麻里子に、古楽器演奏法を竹本義明に師事。
2002年、女満別国際音楽セミナーを受講し指揮を小林研一郎に師事。
2003年、湯浅勇治の指揮セミナーを受講。
2006年、東京佼成ウインドオーケストラのオーディションに合格し、2008年12月末まで指揮研究員として定期演奏会をはじめとした各種演奏会のアシスタントの他、特別演奏会、音楽教室、録音等の指揮を行った。また、チェレスタ奏者としても演奏会のステージに立った。
2008年、ダグラス・ボストックの推薦によりスイスで行われたユングフラウ音楽祭に参加し、国際指揮マスタークラスに於いてボストックに師事。
2009年、ルツェルンで行われたベルナルト・ハイティンク国際指揮マスタークラスにおいてオーディションで受講生に選ばれ、ベルナルト・ハイティンクより直接教えを受けた。
2010年、ネーメ・ヤルヴィ国際サマーアカデミー（エストニア）に受講生として参加。アカデミー開催期間中に行われたコンサートにネーメ ・ヤルヴィに選出され出演。
現在、活動地域を全国に広げ、多数のオーケストラ、吹奏楽団を指揮し、バロック及び古典派から現代音楽までの幅広いレパートリーを披露している。